# Bakó Elemér
Bakó Elemér Lajos Mihály (Hencida, 1915. november 18. – Silver Spring, USA, 2000. október 5.) magyar nyelvész, könyvtáros, szerkesztő.

## Életpályája
Szülei: Bakó Mihály és Horváth Ilona voltak. Elemi iskoláit Debrecenben, Konyáron és Hencidán járta ki. 1933-ban érettségizett a Debreceni Református Gimnáziumban. 1936–1937 között Lipcsében tanult. A Debreceni Egyetem bölcsészeti karán 1938-ban doktorált magyar-német szakon (1933–1938). 1936–1943 között a Turul Szövetség Népkutatási Füzeteinek szerkesztőjeként dolgozott. 1938–1939 között Helsinkiben folytatott tanulmányokat. 1938–1944 között egyetemi előadóként dolgozott. 1945-ben Németországba került és Münchenben részt vett a magyar emigránsok szellemi életében. 1947–1951 között finnugor nyelvészetet adott elő a müncheni egyetemen. 1948-tól a Magyar Kulturális Szövetség szakosztályvezetője volt. 1950–1956 között az Új Magyar Út című folyóirat szerkesztőjeként dolgozott. 1951-től a Magyar Újságírók Külföldi Egyesületének (MUKE) alelnöke volt. 1951-ben az USA-ba távozott; itt oktatott finnugor nyelvtudományt. 1952–1985 között Washingtonban – nyugdíjba vonulásáig – a Kongresszusi Könyvtár munkatársa volt. 1958–1960 között a New York-i Columbia Egyetemen finnugorisztikát adott elő. 1968-tól az Árpád Akadémia tagja volt. 1995–2000 között a Magyar Nyelvtudományi Társaság meghívott választmányi tagja volt.

## Művei
- Hangtani tanulmányok (Egyetemi doktori értekezés; Debrecen, 1937)
- Hányféle h hang van a magyar nyelvben? (Magyar Nyelv, 1937)
- Adalékok a magyar és a finn nyelv i–í, u–ú, ü–ű hangjainak fiziológiai-akusztikai vizsgálatához (Budapest, 1940; finn nyelven: Helsinki, 1939; hasonmás kiadás; Budapest, 1982)
- A finn népnyelvkutatás (Debrecen, 1939)
- Csűry Bálint élete és munkássága (Debrecen, 1941)
- A magyar magánhangzórendszer fiziológiai vizsgálatához (Nyelvtudományi Közlemények, 1943)
- A nagysárréti népnyelv beszélt magánhangzóinak fiziológiai tulajdonságai (Budapest, 1943)
- Magyarok és Európa (költemények, München, 1947)
- A Műhely és a légió (tanulmányok, München, 1949)
- Magyarország története (Kovách Aladárral, München, 1951)
- The Hungarian Revolution of October 1956 (New York, 1958)
- Hungarian Abbreviations, A Selective List (Washington, 1961)
- Hungarians in Latin-America (New York, 1962)
- Goals and Methods of Hungarian Dialectology in America (New Brunswick, 1962)
- American–Hungarian Dialect Notes (Molnár Ágostonnal, 1962)
- Hungarians in Rumania and Transylvania. A Bibliographical List of Publications in Hungarian and West European Languages (Sólyom-Fekete Vilmossal, Washington, 1966–1969)
- Hungarian Secondary School Reader. Guide to Hungarian Studies. 1–2. (Stanford, 1973)
- Louis Kossuth, 1802–1894 (Washington, 1976)
- Elias Lönnrot and His Kalevala (Washington, 1985)
- Emlékkönyv az Amerikai Magyar Szövetség 80. évfordulójára (Washington, 1988)
- Finland and the Finns. A selective bibliography; Libraray of Congress, Washington, 1993
- Nyugati szél. Válogatott versek, 1946–1992; Dókusné Horváth Hajnalka, Budapest, 1994 (A Műhely könyvei)
- Magyarok az Amerikai Egyesült Államokban. Öt évszázad válogatott történetei. 1583–1998 (A világ magyarsága; Budapest, 1998)
- Az amerikai magyarok nyelvének kutatásáról (Debrecen, 2002)
- Egy élet a magyarságért, 1-2.; összeáll. Bakó Elemérné; Médiamix, Budapest, 2005–2008 (Panoráma életmű-sorozat)
  - 1. Európa: 1915–1951; 2005
  - 2. Amerikai Egyesült Államok; 1951–2000

## Díjai
- Árpád-érem (1973, 1995)[3]